# Њу Улм (Минесота)
Њу Улм (енгл. New Ulm) град је у америчкој савезној држави Минесота.

## Демографија
По попису из 2010. године број становника је 13.522, што је 72 (-0,5%) становника мање него 2000. године.
| Група             | 2000.          | 2010.          |
| Белци             | 13.253 (97,5%) | 13.055 (96,5%) |
| Афроамериканци    | 15 (0,1%)      | 42 (0,3%)      |
| Азијати           | 63 (0,5%)      | 88 (0,7%)      |
| Хиспаноамериканци | 171 (1,3%)     | 241 (1,8%)     |
| Укупно            | 13.594         | 13.522         |